# Asmeringa
Asmeringa is een vliegengeslacht uit de familie van de oevervliegen (Ephydridae).

## Soorten
- A. inermis Becker, 1903
- A. lindsleyi Sturtevant and Wheeler, 1954